# Ван Хелтен, Виллем Лодевейк
Виллем Лодевейк ван Хелтен (нидерл. Willem Lodewijk van Helten; 30 августа 1849, Хедел — 17 марта 1917, Гаага) — нидерландский филолог-германист.
Учился в Лейденском университете, в 1871 г. защитил диссертацию. В 1870—1882 гг. преподавал нидерландский язык и историю в школах Тила и Роттердама, в 1882—1911 гг. профессор нидерландского языка и литературы в Гронингенском университете, с 1889 г. преподавал также основы санскрита. В 1893—1894 гг. ректор университета, в 1894 г. избран в состав Королевской академии наук и искусств Нидерландов. В 1911 г. вышел в отставку по состоянию здоровья.
Ван Хелтен считается одним из основоположников нидерландской школы германистики. Важнейший его труд — «Грамматика средненидерландского языка» (нидерл. Middelnederlandsche spraakkunst; 1887, переиздание 1973). Существенное значение имела также двухтомная монография «Язык Вондела» (нидерл. Vondel's taal; 1881), подвергшая всестороннему обследованию сочинения классика нидерландской литературы Йоста ван ден Вондела. Ряд исследований ван Хелтен посвятил истории восточнофризского языка.